# Europese volleyballeague mannen 2013
De Europese Volleyballeague mannen 2013 was de tiende editie van de Europese Volleyballeague, dat bestaat uit 12 Europese volleybalteams uit de volgende landen: Oostenrijk, Tsjechië, Denemarken, België, Israël, Montenegro, Hongarije, Slowakije, Spanje ,Turkije en Kroatië. Een voorronde werd gespeeld vanaf 13 juni 2013 tot en met 7 juli, de final four in Marmaris, Turkije van 13 juli tot 14 juli 2013. Het toernooi werd gewonnen door België door in de finale Kroatië met 3-0 te verslaan.

## Deelnemende landen
- Oostenrijk
- België
- Tsjechië
- Denemarken

- Israël
- Montenegro
- Hongarije
- Slowakije

- Spanje
- Turkije
- Kroatië
- Wit-Rusland

## Groepsfase
- Het gastland voor de final four, de groepswinnaars en de beste nummer 2 kwalificeren zich voor de eindronde indien het gastland als eerste of als 2e eindigt in de groep, zal beste nummer 2 zich kwalificeren voor de eindronde.

Puntenverdeling
- bij winst met 3-0 of 3-1 :3 punten voor de winnaar ; 0 punten voor de verliezer
- bij winst met 3-2 : 2 punten voor de winnaar ; 1 punt voor de verliezer
- De sets gaan in dit toernooi in tegenstelling tot andere toernooien tot de 21 i.p.v. de 25.[1]

### Groep A
|      |            |     | Wedstrijden | Wedstrijden | Sets | Sets | Sets |
| Rank | Team       | Pts | W           | L           | W    | L    |      |
| ---- | ---------- | --- | ----------- | ----------- | ---- | ---- | ---- |
| 1    | België     | 34  | 12          | 0           | 36   | 7    |      |
| 2    | Slowakije  | 18  | 6           | 6           | 23   | 21   |      |
| 3    | Oostenrijk | 14  | 4           | 8           | 18   | 27   |      |
| 4    | Denemarken | 6   | 2           | 10          | 9    | 31   |      |

#### Week 1
- Alle wedstrijden in Wenen, Oostenrijk

| Datum  |            | Score |            |
| ------ | ---------- | ----- | ---------- |
| 13 jun | Denemarken | 0-3   | Slowakije  |
| 13 jun | België     | 3-2   | Oostenrijk |
| 14 jun | Oostenrijk | 3-1   | Slowakije  |
| 14 jun | België     | 3-0   | Denemarken |
| 15 jun | Oostenrijk | 0-3   | Denemarken |
| 15 jun | Slowakije  | 0-3   | België     |

#### Week 2
- Alle wedstrijden in Slagelse , Denemarken

| Datum  |            | Score |            |
| ------ | ---------- | ----- | ---------- |
| 20 jun | Slowakije  | 1-3   | Oostenrijk |
| 20 jun | België     | 3-0   | Denemarken |
| 21 jun | Oostenrijk | 2-3   | België     |
| 21 jun | Denemarken | 1-3   | Slowakije  |
| 22 jun | België     | 3-1   | Slowakije  |
| 22 jun | Denemarken | 3-1   | Oostenrijk |

#### Week 3
- Alle wedstrijden in Deurne, België.

| Datum  |            | Score |            |
| ------ | ---------- | ----- | ---------- |
| 28 jun | Denemarken | 0-3   | Oostenrijk |
| 28 jun | België     | 3-1   | Slowakije  |
| 29 jun | Oostenrijk | 1-3   | Slowakije  |
| 29 jun | Denemarken | 0-3   | België     |
| 30 jun | Slowakije  | 3-0   | Denemarken |
| 30 jun | Oostenrijk | 0-3   | België     |

#### Week 4
- Alle wedstrijden in Nitra, Slowakije

| Datum |            | Score |            |
| ----- | ---------- | ----- | ---------- |
| 4 jul | Denemarken | 0-3   | België     |
| 4 jul | Slowakije  | 3-0   | Oostenrijk |
| 5 jul | België     | 3-0   | Oostenrijk |
| 5 jul | Slowakije  | 3-1   | Denemarken |
| 6 jul | Oostenrijk | 3-1   | Denemarken |
| 6 jul | België     | 3-1   | Slowakije  |

### Groep B
|      |            |     | Wedstrijden | Wedstrijden | Sets | Sets | Sets |
| Rank | Team       | Pts | W           | L           | W    | L    |      |
| ---- | ---------- | --- | ----------- | ----------- | ---- | ---- | ---- |
| 1    | Tsjechië   | 27  | 9           | 3           | 32   | 19   |      |
| 2    | Montenegro | 24  | 9           | 3           | 30   | 17   |      |
| 3    | Spanje     | 20  | 6           | 6           | 27   | 24   |      |
| 4    | Hongarije  | 1   | 0           | 12          | 7    | 36   |      |

#### Week 1
- Alle wedstrijden in Kecskemet, Hongarije

| Datum  |            | Score |            |
| ------ | ---------- | ----- | ---------- |
| 15 jun | Spanje     | 1-3   | Tsjechië   |
| 15 jun | Hongarije  | 0-3   | Montenegro |
| 16 jun | Tsjechië   | 3-1   | Montenegro |
| 16 jun | Hongarije  | 1-3   | Spanje     |
| 17 jun | Montenegro | 3-1   | Spanje     |
| 17 jun | Tsjechië   | 3-1   | Hongarije  |

#### Week 2
- Alle wedstrijden in Barcelona, Spanje

| Datum  |            | Score |            |
| ------ | ---------- | ----- | ---------- |
| 21 jun | Hongarije  | 0-3   | Tsjechië   |
| 21 jun | Spanje     | 2-3   | Montenegro |
| 22 jun | Tsjechië   | 3-1   | Montenegro |
| 22 jun | Spanje     | 3-2   | Hongarije  |
| 23 jun | Montenegro | 3-1   | Hongarije  |
| 23 jun | Tsjechië   | 3-2   | Spanje     |

#### Week 3
- Alle wedstrijden in Budva, Montenegro.

| Datum  |            | Score |            |
| ------ | ---------- | ----- | ---------- |
| 28 jun | Tsjechië   | 1-3   | Spanje     |
| 28 jun | Montenegro | 3-0   | Hongarije  |
| 29 jun | Tsjechië   | 3-1   | Hongarije  |
| 29 jun | Spanje     | 3-1   | Montenegro |
| 30 jun | Hongarije  | 0-3   | Spanje     |
| 30 jun | Montenegro | 3-2   | Tsjechië   |

#### Week 4
- Alle wedstrijden in Opava, Tsjechië

| Datum |            | Score |            |
| ----- | ---------- | ----- | ---------- |
| 5 jul | Montenegro | 3-1   | Spanje     |
| 5 jul | Tsjechië   | 3-1   | Hongarije  |
| 6 jul | Spanje     | 3-1   | Hongarije  |
| 6 jul | Montenegro | 3-2   | Tsjechië   |
| 7 jul | Hongarije  | 0-3   | Montenegro |
| 7 jul | Tsjechië   | 3-2   | Spanje     |

### Groep C
|      |             |     | Wedstrijden | Wedstrijden | Sets | Sets | Sets |
| Rank | Team        | Pts | W           | L           | W    | L    |      |
| ---- | ----------- | --- | ----------- | ----------- | ---- | ---- | ---- |
| 1    | Kroatië     | 31  | 10          | 2           | 33   | 12   |      |
| 2    | Wit-Rusland | 17  | 6           | 5           | 22   | 20   |      |
| 3    | Turkije     | 13  | 4           | 8           | 17   | 26   |      |
| 4    | Israël      | 11  | 4           | 8           | 15   | 27   |      |

#### Week 1
- Alle wedstrijden in Rovinj, Kroatië

| Datum  |             | Score |             |
| ------ | ----------- | ----- | ----------- |
| 14 jun | Israël      | 0-3   | Kroatië     |
| 14 jun | Wit-Rusland | 1-3   | Turkije     |
| 15 jun | Kroatië     | 3-1   | Turkije     |
| 15 jun | Israël      | 0-3   | Wit-Rusland |
| 16 jun | Kroatië     | 3-1   | Wit-Rusland |
| 16 jun | Turkije     | 3-1   | Israël      |

#### Week 2
- Alle wedstrijden in Ra'anana, Israël

| Datum  |             | Score |             |
| ------ | ----------- | ----- | ----------- |
| 21 jun | Israël      | 3-2   | Kroatië     |
| 21 jun | Wit-Rusland | 3-2   | Turkije     |
| 22 jun | Kroatië     | 1-3   | Wit-Rusland |
| 22 jun | Turkije     | 3-0   | Israël      |
| 23 jun | Kroatië     | 3-1   | Turkije     |
| 23 jun | Israël      | 3-1   | Wit-Rusland |

#### Week 3
- Alle wedstrijden in Bursa, Turkije.

| Datum  |             | Score |             |
| ------ | ----------- | ----- | ----------- |
| 28 jun | Israël      | 1-3   | Wit-Rusland |
| 28 jun | Turkije     | 0-3   | Kroatië     |
| 29 jun | Wit-Rusland | 1-3   | Kroatië     |
| 29 jun | Israël      | 1-3   | Turkije     |
| 30 jun | Kroatië     | 3-1   | Israël      |
| 30 jun | Turkije     | 1-3   | Wit-Rusland |

#### Week 4
- Alle wedstrijden in Mogilev, Wit-Rusland

| Datum |             | Score |             |
| ----- | ----------- | ----- | ----------- |
| 5 jul | Kroatië     | 3-0   | Israël      |
| 5 jul | Turkije     | 0-3   | Wit-Rusland |
| 6 jul | Israël      | 3-0   | Wit-Rusland |
| 6 jul | Kroatië     | 3-0   | Turkije     |
| 7 jul | Wit-Rusland | 1-3   | Kroatië     |
| 7 jul | Israël      | 0-3   | Turkije     |

## Final Four
Gekwalificeerd voor de final four 
- Turkije (Gastheer Final four)
- België (Winnaar Groep A)
- Tsjechië (Winnaar Groep B)
- Kroatië (Winnaar Groep C)

|  | halve finale | halve finale |   |              | finale       | finale |
|  |              |              |   |              |              |        |
|  | 13 juli 2013 |              |   |              |              |        |
|  | Tsjechië     | 0            |   |              |              |        |
|  | België       | 3            |   |              |              |        |
|  |              |              |   |              |              |        |
|  |              |              |   |              | 14 juli 2013 |        |
|  |              |              |   |              | België       | 3      |
|  |              | Kroatië      | 0 |              |              |        |
|  |              |              |   |              |              |        |
|  |              |              |   |              | derde plaats |        |
|  | 13 juli 2013 | 13 juli 2013 |   | 14 juli 2013 | 14 juli 2013 |        |
|  | Turkije      | 2            |   | Tsjechië     | 3            |        |
|  | Kroatië      | 3            |   |              | Turkije      | 1      |

### Halve finales
| Datum   | Tijd  |          | Score |         | Set 1 | Set 2 | Set 3 | Set 4 | Set 5 | Totaal |
| ------- | ----- | -------- | ----- | ------- | ----- | ----- | ----- | ----- | ----- | ------ |
| 13 juli | 15:00 | Tsjechië | 0-3   | België  | 17-21 | 18-21 | 20-22 |       |       | 55-64  |
| 13 juli | 18:00 | Turkije  | 2-3   | Kroatië | 15-21 | 21-10 | 17-21 | 21-12 | 12-15 | 86–79  |

### Kleine Finale
| Datum   | Tijd  |          | Score |         | Set 1 | Set 2 | Set 3 | Set 4 | Set 5 | Totaal |
| ------- | ----- | -------- | ----- | ------- | ----- | ----- | ----- | ----- | ----- | ------ |
| 14 juli | 15:00 | Tsjechië | 3-1   | Turkije | 21-16 | 21-19 | 17-21 | 21-16 |       | 80–72  |

### Finale
| Datum   | Tijd  |        | Score |         | Set 1 | Set 2 | Set 3 | Set 4 | Set 5 | Totaal |
| ------- | ----- | ------ | ----- | ------- | ----- | ----- | ----- | ----- | ----- | ------ |
| 14 juli | 18:00 | België | 3-0   | Kroatië | 21-14 | 21-14 | 21-13 |       |       | 63-41  |

## Eindrangschikking
| Rank   | Team        |
| ------ | ----------- |
| Goud   | België      |
| Zilver | Kroatië     |
| Brons  | Tsjechië    |
| 4      | Turkije     |
| 5      | Montenegro  |
| 6      | Spanje      |
| 7      | Slowakije   |
| 8      | Wit-Rusland |
| 9      | Oostenrijk  |
| 10     | Israël      |
| 11     | Denemarken  |
| 12     | Hongarije   |

- België kwalificeert zich voor de FIVB World League 2014.